# Pleurothallis tryssa
Pleurothallis tryssa är en orkidéart som beskrevs av Carlyle August Luer. Pleurothallis tryssa ingår i släktet Pleurothallis och familjen orkidéer. Inga underarter finns listade i Catalogue of Life.